# Ironman Vichy
Der Ironman Vichy ist ein von 2015 bis 2023 ausgetragener  Triathlon-Wettbewerb in Frankreich über die Ironman-Distanz (3,86 km Schwimmen, 180,2 km Radfahren und 42,195 km Laufen).

## Organisation
Er fand 2015 zum ersten Mal im August in Vichy in der Auvergne statt und löste dort die in der gleichen Region seit 2011 ausgetragene Challenge Vichy ab.
Organisiert wurde diese Triathlonveranstaltung – wie auch der Ironman 70.3 Vichy – unter der Leitung von Gael Mainard durch Optimum Sports Events.
Die Erstaustragung als Ironman war hier am 30. August 2015 und es wurden 50 Startplätze für die Weltmeisterschaft beim Ironman Hawaii (Ironman World Championships) vergeben.
2021 waren in diesem Jahr hier wie zuletzt 2019 keine Profis am Start. Das Rennen wurde zuletzt am 20. August 2023 ausgetragen.

## Streckenverlauf

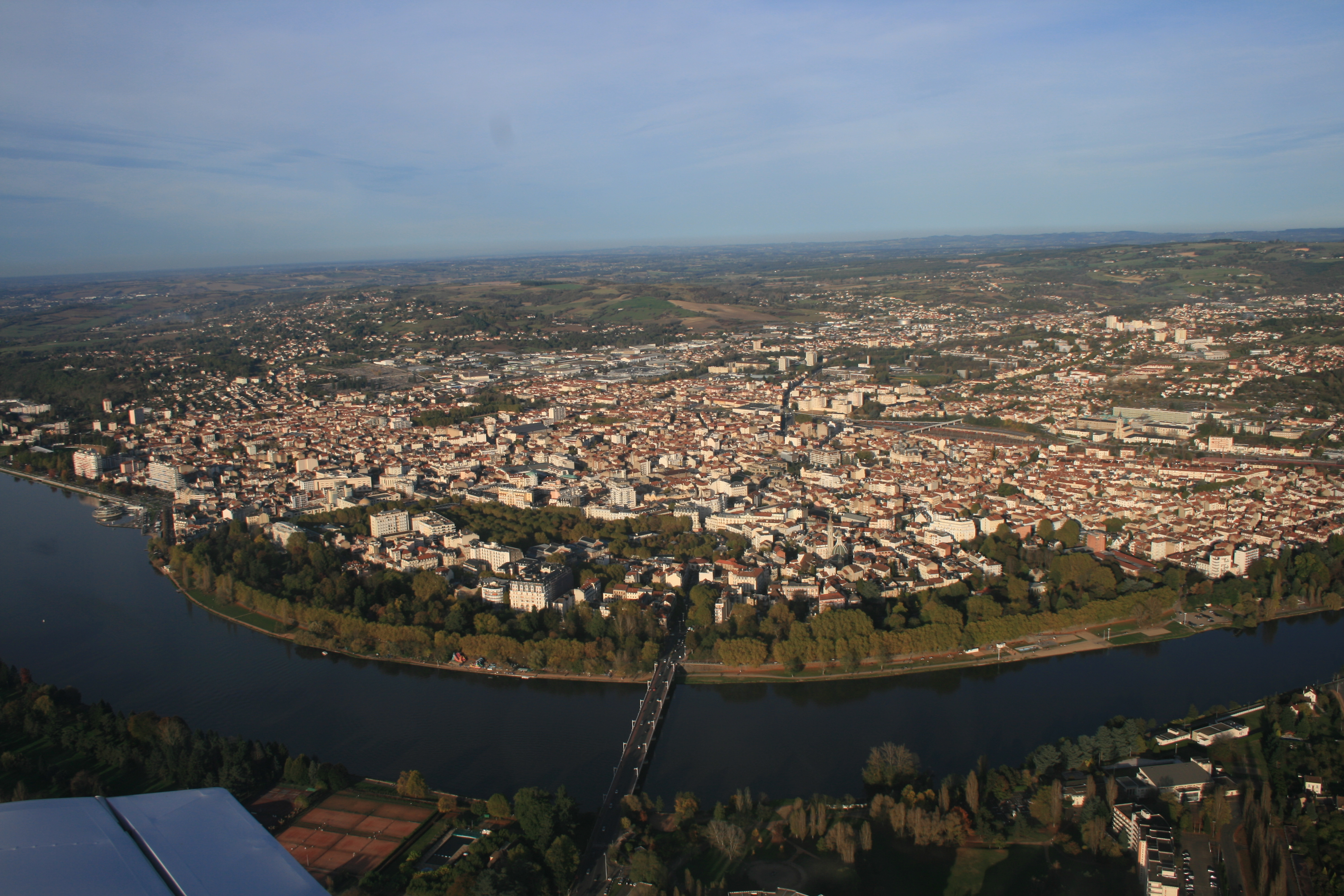
Blick auf den Start- und Zielort Vichy

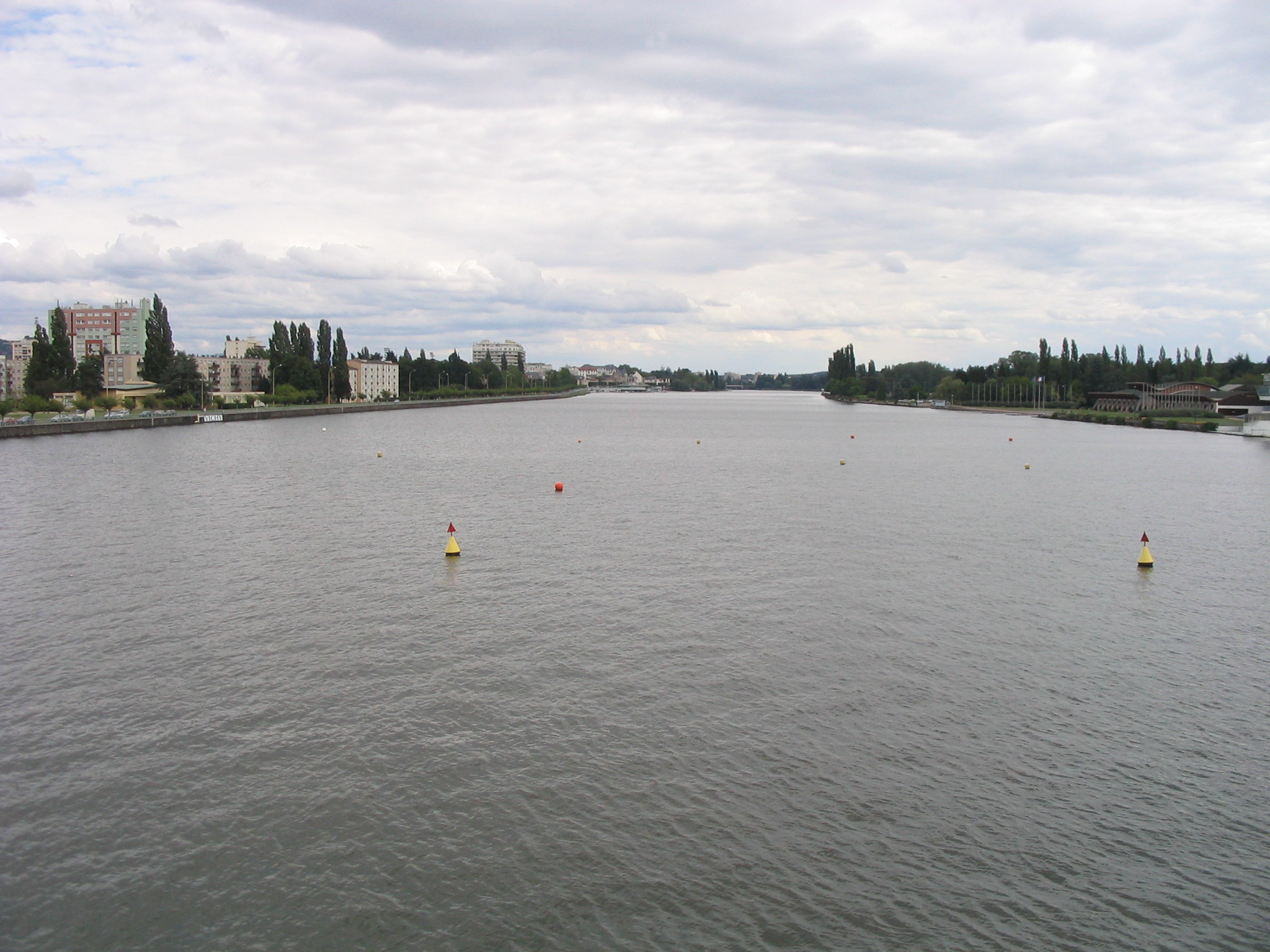
Schwimmstrecke auf dem Lac d’Allier

- Die Schwimmstrecke über 3,8 km geht über zwei Runden auf dem zum Lac d’Allier aufgestauten Fluss Allier auf dem Gebiet des Parc Omnisports.
- Die Radstrecke über 180 km führt von Vichy aus auf einem Rundkurs nach Süden. Die Strecke verläuft gegen den Uhrzeigersinn über die Orte Serbannes, Bas et Lezat, Sardon, Pagnant, Limons und Hauterive und ist zweimal zu absolvieren. In jeder Runde sind 379 hm zu überwinden.
- Die Laufstrecke über die Marathondistanz befindet sich in Vichy entlang des Allier. Es handelt sich um eine 10,5-km-Runde, die viermal zu absolvieren ist. Sie führt von der Wechselzone im Parc Omnisports zunächst am linken Flussufer nach Süden, quert den Fluss an der Pont de Bellerive und verläuft weiter entlang des Flusses im Parc Kennedy bis zum Wendepunkt. Von dort aus laufen die Athleten nach Norden durch den Parc Napoleon III, über eine Schleife in die Innenstadt durch den Parc de Sources (Quellenpark) und über die Pont de l’Europe zurück zum Parc Omnisports.[3]

## Siegerliste
| Datum/Jahr    | Männer               | Männer             | Männer           | Frauen                | Frauen            | Frauen                |
| Datum/Jahr    | Erster Platz         | Zweiter Platz      | Dritter Platz    | Erster Platz          | Zweiter Platz     | Dritter Platz         |
| ------------- | -------------------- | ------------------ | ---------------- | --------------------- | ----------------- | --------------------- |
| 20. Aug. 2023 | Pierre Ruffaut       | Niels Vandenbroele | Jaryd De Mooij   | Anais Robin           | Julia De Leeuw    | Julia De Leeuw        |
| 21. Aug. 2022 | Hans Van Den Buverie | Mathieu Noblet     | Arne Devliegher  | Michelle Van Deventer | Linda Guinoiseau  | Sarah Karollus        |
| 22. Aug. 2021 | Boris Rolin          | Niels Vandenbroele | Joel Junod       | Linda Guinoiseau      | Liesbeth Verbiest | Caroline Vandeschrick |
| 25. Aug. 2019 | Luc Gabison          | Tim Brydenbach     | Boris Dessenoix  | Helga Sibick          | Alice Meignié     | Lies Vermont          |
| 27. Aug. 2018 | Norman Banick        | Tim Brydenbach     | Mark Pellew      | Beate Görtz           | Sandra Fantini    | Nele Siegmeier        |
| 27. Aug. 2017 | Bruno Clerbout       | Bert Verbeke       | Stijn Veldeman   | Stefanie Adam         | Candice Mizon     | Celia Kuch            |
| 28. Aug. 2016 | Harry Wiltshire SR   | Tim Brydenbach     | Ivan Risti       | Catherine Faux SR     | Céline Schärer    | Kelly Fillnow         |
| 30. Aug. 2015 | Mauro Baertsch       | Bertrand Billard   | Christian Brader | Gurutze Frades        | Tine Holst        | Natascha Badmann      |